# 埃爾卡德 (艾奧瓦州)
埃爾卡德（英語：Elkader）是美國愛荷華州克萊頓縣縣治，總面積3.6平方公里（1.4平方英哩），2000年人口為1,465，人口密度是每平方公里1,049人，其中99.25%是白人。約2.7%家庭和5.2%人口在貧窮線下生活。

## 友好城市
- 阿尔及利亚穆阿斯凱爾

## 外部連結
- 官方網站 （页面存档备份，存于）
- 學校 （页面存档备份，存于）